# Orthros
Orthros is een wezen uit de Griekse mythologie. Hij heeft twee hondenkoppen en een reusachtig lijf. Hij is de hond van de herder Eurytion, die voor de reus Geryon werkt. Hij is samen met Kerberos (driekoppige hellehond die de toegang tot de onderwereld bewaakt) geschapen door Echidna en Typhon.